# Kawanishi Baika
Kawanishi Baika (梅花 – Mai hoa) là một mẫu máy bay kamikaze trang bị động cơ xung phản lực trang bị cho Hải quân Đế quốc Nhật Bản vào cuối Chiến tranh Thế giới II. Nhưng chiến tranh đã kết thúc trước khi bất kỳ mẫu nào được chế tạo.

## Lịch sử
Đức quốc xã đã cung cấp cho Nhật Bản rất nhiều dữ liệu kỹ thuật, bao gồm cả động cơ xung phản lực Argus As 014. Tuy nhiên, vẫn còn tranh luận liệu trong các dữ liệu kỹ thuật đó có các mẫu của Bom bay V-1 và Fieseler Fi 103R (Reichenberg) hay không. Cần lưu ý rằng các báo cáo tình báo trong chiến tranh của Mỹ nói rằng người Nhật đã biết về V-1 vào tháng 10/1943 và một báo cáo nói rằng Nhật đã nhận được một mẫu V-1 vào tháng 11/1944. Các báo cáo cũng đề cập đến việc Nhật rất quan tâm đến các kỹ thuật phóng V-1 của người Đức. Một tài liệu của Không quân Lục quân Mỹ từ năm 1946 cho thấy Baika như một bản sao của Reichenberg. Trong bản kê khai hàng hóa trên một tàu ngầm I-29 của Nhật cho thấy có một thân của bom bay V-1 trong một lô hàng thiết bị. Tuy nhiên, một số nhà sử học Nhật Bản đương đại tranh luận rằng, nếu có bất kỳ dữ liệu nào về V-1 và Fi 103R mà Nhật Bản thực sự nhận được thì Baika có thể đơn giản là một thiết kế độc lập.
Tuy nhiên, chỉ một kết quả từ sự hợp tác giữa các nước phe Trục, đó là chế tạo các mẫu thử động cơ xung phản lực Maru Ka10 trang bị cho Baika.

## Biến thể
- Type I – Lỗi dẫn khí vào động cơ xung phản lực đặt ở phía trên sau buồng lái, bộ bánh đáp có thể bỏ được. Dự định nó sẽ sử dụng phương pháp cất cánh thông thường bằng động cơ của mình (có thể được trợ giúp từ động cơ đẩy tên lửa).
- Type II – Tương tự như Type I, nhưng động cơ chuyển lên trên, không có bộ phận hạ cánh. Phóng đi từ tàu ngầm.
- Type III – Động cơ đặt ở bụng, không có bộ phận hạ cánh. Có thể phiên bản này được phóng đi nhờ các máy bay ném bom như Mitsubishi G4M, Nakajima G8N hay Yokosuka P1Y.

Những hình minh họa của Baika xuất hiện từ năm 1953 từ cuốn sách Koku Gijutsu No Zenbo, trong cuốn sách này Chỉ huy kỹ thuật Iwaya (người đưa Me 163 và BMW 003 vào Nhật) đã cung cấp các bản vẽ về cả ba phiên bản có cả bộ phận bánh đáp.

## Tính năng kỹ chiến thuật (dự kiến)

### Đặc điểm riêng
- Tổ lái: 1
- Chiều dài: 7,00 m (23 ft)
- Sải cánh: 6,60 m (21 ft 8 in)
- Diện tích cánh: 7,6 m² (82 ft²)
- Trọng lượng rỗng: 750 kg (1.653 lb)
- Trọng lượng có tải: 1.430 kg (3.152 lb)
- Động cơ: 1 động cơ xung phản lực Maru Ka10, lực đẩy 2,9 kN (660 lbf)

### Hiệu suất bay
- Vận tốc cực đại: 556 km/h (300 kn, 347 mph)
- Lực nâng của cánh: 188 kg/m² (38 lb/ft²)
- Lực đẩy/trọng lượng: 0.2:1

### Vũ khí
- Đầu nổ nặng 250 kg (550 lb)

### Máy bay có tính năng tương đương
- Yokosuka MXY7 Ohka
- Fieseler Fi 103